# Hội đồng Âm nhạc Quốc tế
Hội đồng Âm nhạc Quốc tế, viết tắt là IMC (International Music Council) là một tổ chức phi chính phủ, phi lợi nhuận quốc tế, là tổ chức của các hiệp hội và cá nhân hoạt động trong lĩnh vực âm nhạc.
IMC thành lập năm 1949 dưới sự bản trợ của UNESCO, và là thành viên liên hiệp của tổ chức này. Ban điều hành IMC làm việc tại trụ sở của UNESCO, ở Paris, Pháp. Chủ tịch nhiệm kỳ từ 2013 là Paul Dujardin từ Bỉ.

## Tổ chức
Các chủ tịch IMC từ khi thành lập:
- 21. 2013–...: Paul Dujardin,  Bỉ
- 20. 2009–2013: Frans de Ruiter,  Hà Lan
- 19. 2005-2009: Richard Letts,  Úc
- 18. 2001-2005: Kifah Fakhouri,  Jordan
- 17. 1998-2001: Frans de Ruiter,  Hà Lan
- 16. 1994-1997: Jordi Roch,  Tây Ban Nha
- 15. 1992-1993: Eskil Hemberg,  Thụy Điển
- 14. 1988-1991: Lupwishi Mbuyamba,  Zaire
- 13. 1986-1987: Marlos Nobre,  Brasil
- 12. 1984-1985: Gottfried Scholz,  Áo
- 11. 1982-1983: Barry S. Brook,  Hoa Kỳ
- 10. 1980-1981: Frank Callaway,  Úc
- 9. 1978-1979: John Peter Lee Roberts,  Canada
- 8. 1976-1977: Narayana Menon,  Ấn Độ
- 7. 1969-1975: Yehudi Menuhin,  Hoa Kỳ
- 6. 1967-1968: Narayana Menon,  Ấn Độ
- 5. 1965-1966: Vladimir Fédorov,  Pháp
- 4. 1959-1964: Mario Labroca,  Ý
- 3. 1957-1958: Domingo Santa Cruz,  Chile
- 2. 1954-1956: Steuart Wilson,  Anh Quốc
- 1. 1950-1953: Roland Manuel,  Pháp